# 930 MBC 뉴스 충북
《930 MBC 뉴스 충북》은 MBC 충북 TV에서 매주 평일 오전 9시 30분에 방송 중인 충북 지역 뉴스 프로그램이다.

## 개요
MBC 충북 930 뉴스로 읽는다.

## 앵커
| 대수 | 진행자                | 진행 기간        | 비고 |
| ---- | --------------------- | ---------------- | ---- |
| 1대  | 이영락 아나운서(청주) | 일자 미상        |      |
| 1대  | 전지영 아나운서(충주) | 일자 미상        |      |
| 2대  | 김은정 아나운서       | 일자 미상        |      |
| 3대  | 조혜선 아나운서       | 일자 미상        |      |
| 4대  | 구본상 아나운서       | 일자 미상 ~ 현재 |      |

## 편성 변경
- 2024년 2월 20일 : 오전 9시 55분부터 MBC TV 《중계 방송 국회 교섭 단체 대표 연설 - 더불어민주당》 편성으로 인해 10분 확대 편성
- 2024년 2월 21일 : 오전 9시 55분부터 MBC TV 《중계 방송 국회 교섭 단체 대표 연설 - 국민의힘》 편성으로 인해 10분 확대 편성
- 2024년 2월 22일 : 오전 9시 55분부터 MBC TV 《중계 방송 제22대 국회의원 선거 공직 선거 정책 토론회》 편성으로 인해 10분 확대 편성

## 경쟁 프로그램
- KBS 뉴스 930 충북 (KBS 청주 1TV, KBS 충주 1TV)
- CJB 뉴스 (1020) (CJB TV)